# Psychic driving
Psychic driving – technika stymulacji psychicznej zapoczątkowana przez dr. Donalda Ewena Camerona. Podczas sesji psychic driving, pacjenci byli poddawani eksperymentom, polegającym na bombardowaniu ich setkami a nawet tysiącami powtarzających się komunikatów dźwiękowych nagranych uprzednio na taśmę magnetofonową.
Aby przezwyciężyć opory jakie pacjenci stawiali terapii, podawano im leki blokujące przewodnictwo nerwowo-mięśniowe, takie jak kurara. Sesja stymulacji psychicznej była poprzedzona praniem mózgu, tzw. depatterning. Pacjenta podczas prania mózgu poddawano intensywnej terapii elektrowstrząsami, jednocześnie pacjentowi podawano ogromne ilości leków psychodelicznych, takich jak LSD. Celem tych wszystkich zabiegów było złamanie osobowości pacjenta, a następnie, zgodnie z teorią stymulacji psychicznej psychic driving, stworzenie nowej osobowości.
Podczas prania mózgu, często terapię elektrowstrząsami kontynuowano pomimo wystąpienia napadu drgawek, co w normalnej i bezpiecznej terapii, według opinii lekarzy, stanowiło przeciwwskazanie dla dalszego jej stosowania. Pranie mózgu i stymulacja psychiczna psychic driving wyniszczały organizm zarówno psychicznie jak i biologicznie.
Stymulacja psychiczna była częścią programu MKULTRA finansowanego ze środków CIA. Po przesłuchaniach przed senacką komisją funkcjonariuszy CIA odpowiedzialnych za ten program (1977), pranie mózgu (depatterning) i stymulacja psychiczna psychic driving w Stanach Zjednoczonych zostały zarzucone.
Stymulacja psychiczna psychic driving i pranie mózgu były tematami sfabularyzowanego dokumentu zatytułowanego The Sleep Room w reżyserii Anne Wheeler, a także filmu dokumentalnego Adama Curtisa You Have Used Me as a Fish Long Enough zrealizowanego w roku 1995.